# Simeona Zikmundová
Simeona Zikmundová (* 8. května 1958 Vsetín) je česká právnička, úřednice a manažerka, v letech 2015 až 2019 náměstkyně ministryně pro místní rozvoj ČR. Od ledna do června 2022 náměstkyní ministryně životního prostředí ČR. Od června 2022 státní tajemnice na Ministerstvu životního prostředí ČR.

## Život
Vystudovala Právnickou fakultu Masarykovy univerzity v Brně a Právnickou fakultu Univerzity Karlovy v Praze. V průběhu své profesní kariéry působila převážně ve veřejné správě.[zdroj?]
V roce 1999 uspěla v Senátu jako kandidátka této parlamentní komory na funkci veřejného ochránce práv. O rok později v roce 2000 jí tehdejší prezident Václav Havel navrhl jako svou kandidátku na pozici zástupkyně veřejného ochránce práv. Senát ani prezident republiky však se svými návrhy neuspěli.[zdroj?]
Od devadesátých let se věnuje také sociálním aktivitám. Spoluzakládala obecně prospěšnou společnost Portimo věnující se poskytování sociálních služeb, kde doposud působí jako předsedkyně správní rady.[ve zdroji nenalezeno]
V lednu 2001 byla jmenována ředitelkou Krajského úřadu Kraje Vysočina, který řídila do dubna 2008.[zdroj?]
V dubnu roku 2008 se stala nejprve poradkyní prezidenta Nejvyššího kontrolního úřadu a následně vrchní ředitelkou správní sekce tamtéž. Na konci února 2012 ve funkci skončila.
Na konci roku 2006 byla kandidátkou na ministryni bez portfeje a předsedkyni legislativní rady vlády ve vládě Mirka Topolánka. Nominaci ale nakonec z rodinných důvodů nemohla přijmout.
V letech 2013 až 2015 působila jako tajemnice Městského úřadu v Třebíči.

## Politické působení
Na začátku roku 2015 byla výběrovou komisí zvolena společně s Josefem Postráneckým a Břetislavem Grégrem jako finalistka do závěrečného kola výběru nově zřízeného tzv. „superúředníka“ - náměstka ministra vnitra pro státní službu.
K 15. červnu 2015 byla jmenována náměstkyní ministryně pro místní rozvoj pro řízení sekce ekonomicko-provozní. Její funkce byla ale v lednu 2020 na návrh tehdejší ministryně pro místní rozvoj Kláry Dostálové zrušena takzvanou systemizací a Zikmundová v lednu 2020 na ministerstvu pro místní rozvoj skončila.
V roce 2020  byla na základě výběrového řízení jmenována do funkce ředitelky odboru práva na informace na Úřadě pro ochranu osobních údajů, kde působila do ledna 2022. V lednu 2022 byla jmenována náměstkyní ministryně životního prostředí Anny Hubáčkové.

### Kandidátka na viceprezidentku NKÚ
V květnu 2022 ji Poslanecká sněmovna PČR zvolila kandidátkou na funkci viceprezidentky Nejvyššího kontrolního úřadu. Ve druhém kole volby získala 100 hlasů (potřeba bylo 96 hlasů) a porazila tak Romana Kubíčka, který získal 87 hlasů. Na konci května 2022 však prezident Miloš Zeman oznámil, že ji do této funkce nejmenuje a požádal Sněmovnu o nového kandidáta. Své rozhodnutí prezident odůvodnil nedostatečnými zkušenostmi a morálními vlastnostmi Zikmundové.
28. dubna 2023 na svou kandidaturu do funkce viceprezidentky NKÚ rezignovala dopisem zaslaným do Poslanecké sněmovny. Novým kandidátem za koalici SPOLU se stal Jan Málek.

### Státní tajemnice na MŽP
Ke dni 20. června 2022 byla Vládou České republiky jmenovaná do funkce státní tajemnice na Ministerstvu životního prostředí ČR na dobu 5 let.